# Liste der Naturdenkmale in Rhaunen
Die Liste der Naturdenkmale in Rhaunen nennt die im Gemeindegebiet von Rhaunen ausgewiesenen Naturdenkmale (Stand 15. Juli 2013).

## Naturdenkmale
| Nr.         | Bezeichnung             | Lage                                                    | Beschreibung                                          | Bild                                    |
| ----------- | ----------------------- | ------------------------------------------------------- | ----------------------------------------------------- | --------------------------------------- |
| ND-7134-440 | Heiden- oder Runenstein | Zum Idar, gegenüber Nr. 36 Lage                         | auch Königstein; Quarzitmenhir, ca. 1,8 m hoch        | Direkt Bild zu diesem Denkmal hochladen |
| ND-7134-448 | Heidelandschaft         | nördlich des Ortes; Flur Eschenbacher Heide Lage        | Wacholderheide; flächenhaftes Naturdenkmal ca. 0,5 ha | Direkt Bild zu diesem Denkmal hochladen |
| ND-7134-449 | Eiche                   | südwestlich des Ortes, auf dem jüdischen Friedhof Lage  | Quercus sp.                                           | Direkt Bild zu diesem Denkmal hochladen |
| ND-7134-454 | Jacobs-Tanne            | östlich des Ortes; Abteilung Wartenberg-Sichenberg Lage | Pseudotsuga menziesii                                 | Direkt Bild zu diesem Denkmal hochladen |